# Epitoxus bullatus
Epitoxus bullatus är en skalbaggsart som först beskrevs av Sylvain Auguste de Marseul 1870.  Epitoxus bullatus ingår i släktet Epitoxus och familjen stumpbaggar. Inga underarter finns listade i Catalogue of Life.